# Partido Liberal (Uruguay)
El partido Liberal fue un partido político uruguayo fundado en el año 2002. Su ideología era el liberalismo. El partido consideraba que el auge económico del Uruguay a finales del siglo XIX fue consecuencia de la aplicación de políticas basadas en las ideas liberales y que el abandono de las mismas por parte de los sucesivos gobiernos a partir del período batllista fue lo que determinó el proceso de deterioro social y económico que el país sufrió desde 1955.
A comienzos del  siglo| XX ya había existido un Partido Liberal en Uruguay, un partido político de ideas básicamente anticlericales. En 1910 llegó a tener un diputado, Pedro Díaz, quien fuera una figura destacada, tanto en el campo de discusión de las ideas, como en el campo político. 

## Historia

### Fundación
El 22 de agosto de 2002, nueve ciudadanos uruguayos se unieron y fundaron el Partido Liberal. Esos nueve uruguayos se pusieron de acuerdo en un Programa de Principios, le dieron al Partido Liberal una Carta Orgánica, nombraron el primer Directorio y a Julio Vera como primer Presidente, y una semana después presentaron a la Corte Electoral la Solicitud de Lema.

### Elecciones de 2004
Luego de una espera de más de un año, el Partido Liberal obtuvo su lema en la Corte Electoral, por resolución oficial del 21 de enero de 2004. A partir de ese momento, el Partido Liberal quedó habilitado para emplear el lema Partido Liberal en el proceso electoral que se celebraría ese mismo año en la República. La primera Convención Liberal se reunió el 22 de agosto de 2004 en Montevideo.
De acuerdo a la Constitución de Uruguay, la primera instancia del proceso electoral la conforman las elecciones internas, en donde cada partido elige a quienes integrarán su Convención y, simultáneamente, al candidato presidencial. En dicha instancia, el Partido Liberal obtuvo un total de 1.022 votos para integrar su Convención Nacional. De dicha elección participaron las tres agrupaciones integrantes del partido:
- En Defensa del Contribuyente, encabezada por Julio Vera, quien fuera su precandidato a la presidencia.
- Libertad de Elegir, encabezada por José Antonio Fontana, que postuló la precandidatura del abogado y economista Ramón Díaz.
- Corriente Empresarial, encabezada por José Curotto, quien fuera su precandidato.

Resultó mayoritaria la agrupación "En Defensa del Contribuyente". En las elecciones nacionales realizadas el 31 de octubre de 2004, el partido se presentó con la fórmula integrada por Julio Vera y Jorge Borlandelli, como candidatos a Presidente y Vicepresidente respectivamente, obteniendo 1548 votos, correspondientes al 0,07% de los sufragios emitidos. La idea era la de lograr al menos un legislador en esa primera elección nacional, cosa que no fue posible de lograr.
Los planteos del partido abogaban por "concentrar los esfuerzos del gobierno en la defensa de los derechos individuales" y en lo económico por, "bajar el costo del Estado disminuyendo los impuestos", a fin de que los ciudadanos puedan "decidir más libremente sus destinos". Afirmaban que el gasto público debía concentrarse sólo en las áreas de seguridad, justicia, salud y educación.
La Convención departamental de Montevideo se realizó el 15 de diciembre de 2004, con una escasa asistencia. En la última instancia del proceso electoral, las elecciones departamentales celebradas el 8 de mayo de 2005, el Partido Liberal presentó al candidato Jorge Borlandelli por Montevideo, quien obtuvo 150 votos. En dicha instancia, no participaron las agrupaciones Libertad de Elegir y Corriente empresarial.

### Elecciones de 2009
El Partido Liberal decidió no presentarse y no apoyar orgánicamente a ninguno de los otros partidos políticos en las elecciones de 2009.